# Leszek Wojciechowski
Leszek Wojciechowski (ur. 6 października 1955 w Nysie) – polski historyk, mediewista, specjalista w zakresie historii religii.

## Życiorys
Absolwent historii Katolickiego Uniwersytetu Lubelskiego (1980), doktorat tamże w 1989. Pracownik KUL od 1984. Habilitacja w 2004, profesor zwyczajny od 2015. Kierownik Katedry Historii Średniowiecznej w Instytucie Historii Katolickiego Uniwersytetu Lubelskiego Jana Pawła II. Zajmuje się historią średniowiecza i czasów wczesnonowożytnych. Jego zainteresowania badawcze obejmują: historię społeczno-religijną, historię mentalności, średniowieczny nurt encyklopedyczny, świat symboliki zwierząt.

## Wybrane publikacje
- Najstarsze klasztory Paulinów w Polsce. Fundacja-uposażenie-rozwój do 1430 roku, Kraków 1991.
- Drzewo przenajszlachetniejsze: problematyka Drzewa Krzyża w chrześcijaństwie zachodnim (IV-połowa XVII wieku). Od legend do kontrowersji wyznaniowych i piśmiennictwa specjalistycznego, Lublin: Wydawnictwo KUL 2003.
- Do świętej Katarzyny na Synaju i w Aleksandrii: opis pielgrzymki w nurcie piśmiennictwa pątniczego - od Breydenbacha do Wargockiego (1486-1610), Lublin: Wydawnictwo Werset - Wydawnictwo Katolickiego Uniwersytetu Lubelskiego Jana Pawła II 2013.
- (redakcja) Legenda: problem badawczy: I Warsztaty Mediewistyczne, red. Zbigniew Piłat, Dariusz Prucnal, Leszek Wojciechowski, Lublin: Wydawnictwo Werset - Wydawnictwo KUL 2013.